# Patrick Akutaekwe
Patrick Akutaekwe es un deportista nigeriano que compitió en levantamiento de potencia adaptado. Ganó una medalla de bronce en los Juegos Paralímpicos de Atlanta 1996 en la categoría de –100 kg.

## Palmarés internacional
| Juegos Paralímpicos | Juegos Paralímpicos      | Juegos Paralímpicos | Juegos Paralímpicos |
| Año                 | Lugar                    | Medalla             | Categoría           |
| ------------------- | ------------------------ | ------------------- | ------------------- |
| 1996                | Atlanta (Estados Unidos) | Medalla de bronce   | –100 kg             |